# Army of Love
"Army of Love" (também conhecida como "A.O.L.") é uma canção da cantora estoniana Kerli, lançada originalmente em 17 de dezembro de 2010 na sua página virtual em formato gratuito. Foi composta por Kerli, Jean Baptiste, Michael McHenry e Ryan Buendia, com produção de Free School, e atingiu o número um da tabela musical dos Estados Unidos Hot Dance Club Songs. A gravadora Island distribuiu a faixa oficialmente a partir de download digital pago em 12 de abril de 2011 como o primeiro single promocional do EP Utopia (2013), porém a faixa não entrou na tracklist do EP.

## Antecedentes, composição e lançamento
Kerli revelou que o conceito de "Army of Love" começou ao pensar no título do seu segundo álbum de estúdio, o então Weapons of Mass Creation, mas elaborou os visuais e decidiu criar o Exército do Amor. Ela também estudou sobre a Segunda Guerra Mundial para criar a faixa, tendo comentado a respeito: "Eu vi várias armas atirando em coisas lindas. Quis criar um conceito para explicar que o amor e a inocência, na verdade, são o que há de mais lindo. Um exército soa muito violento e forçado, mas nós lutamos por amor."
É uma canção de electropop e foi relatado pelo blog PopEater, da rede AOL, que "é definida em uma batida eletrônica contagiante e os vocais etéreos de Kerli cumprem o seu papel tão quanto a cereja no glacê do bolo".
O lançamento da canção ocorreu na página oficial da artista por download digital gratuito em 17 de dezembro de 2010. "Army of Love" foi distribuída para o mesmo formato, todavia através de pagamento em lojas virtuais em 12 de abril de 2011.

## Recepção crítica
O DJ Ron Slomowicz, do portal About.com, listou "Army of Love" como a "canção do dia" em 13 de janeiro de 2011, relatando que mesmo que Kerli estivesse vendendo-se — em relação à diferença sonora com o seu primeiro álbum – ou fazendo uma verdadeira mudança artística musicalmente, a faixa é cativante e torna a cantora mais popular.

## Desempenho comercial
"Army of Love" atingiu o topo da tabela musical estado-unidense Hot Dance Club Songs, publicada pela revista Billboard, na data de 7 de maio de 2011. Na edição anual da lista em 2011, a canção posicionou-se no décimo segundo lugar.

## Vídeo musical

### Precedentes

Kerli na cena em que ela chama pelos seus seguidores.

O vídeo para o single "Army of Love" foi filmado durante três semanas em novembro de 2010 na Estônia, e, de acordo com Kerli, "estabelece o caminho do [seu] novo álbum inteiro", contando com a direção de Kaimar Kukk. Para a sua produção, a cantora alugou um porão, onde fez por volta de 50% dos figurinos e adereços. Em 1° de dezembro de 2010, ela deu início a uma série de cinco videoblogs através do PopEater, documentando o seu desenvolvimento. Foi lançado em 21 de dezembro de 2010.

### Sinopse
A gravação mostra Kerli e o conceito de Exército do Amor, em que os seus amigos são recrutados ao longo que caminham pelas ruas. No fim, é mostrada uma festa em uma floresta promovida por todos e a cantora em um unicórnio sendo seguida por seus companheiros.

## Apresentações ao vivo
Kerli apresentou "Army of Love" no conjunto de festivais musicais South by Southwest em 18 de março de 2011, na cidade de Austin, Texas. A cantora interpretou a canção em paradas de orgulho gay em 4 junho de 2011 na cidade de Detroit, no Motor City Pride, e no dia 26 seguinte em São Francisco, tendo comentado sobre a sua estada no último local: "Parece uma comemoração e há muito amor ao redor porque as pessoas que vêm aqui têm uma certa qualidade de ou apoiam a liberdade. Então, me sinto em casa." Em 5 de agosto seguinte, a artista cantou a faixa no Lollapalooza, estabelecido no Grand Park da cidade de Chicago. Ela compareceu à ocasião com o seu chamativo cabelo rosa e vestindo um "avental de Lolita de látex" e "botas de plataforma de astronauta" de 15 cm.

## Lista de faixas
| Download digital |                |         |  |
| N.º              | Título         | Duração |  |
| 1.               | "Army of Love" | 3:24    |  |

| Extended play (EP) de remixes digital |                                                             |         |  |
| N.º                                   | Título                                                      | Duração |  |
| 1.                                    | "Army of Love" (Mixin Marc & Tony Svejda Radio)             | 4:12    |  |
| 2.                                    | "Army of Love" (Chew Fu Rain Las Vegas Radio)               | 3:46    |  |
| 3.                                    | "Army of Love" (Sultan & Ned Shepard Radio)                 | 3:39    |  |
| 4.                                    | "Army of Love" (Mixin Marc & Tony Svejda Remix)             | 7:02    |  |
| 5.                                    | "Army of Love" (Chew Fu Rain Las Vegas Refix Extended Club) | 5:35    |  |
| 6.                                    | "Army of Love" (Sultan & Ned Shepard Extended Club Mix)     | 5:15    |  |
| 7.                                    | "Army of Love" (Mixin Marc & Tony Svejda Instrumental)      | 7:01    |  |
| 8.                                    | "Army of Love" (Chew Fu Rain Las Vegas Refix Dub)           | 5:35    |  |
| 9.                                    | "Army of Love" (Sultan & Ned Shepard Club Dub)              | 4:59    |  |

| Extended play (EP) de remixes digital: parte 2 |                                                       |         |  |
| N.º                                            | Título                                                | Duração |  |
| 1.                                             | "Army of Love" (Extended Army)                        | 5:20    |  |
| 2.                                             | "Army of Love" (WAWA Edit)                            | 3:32    |  |
| 3.                                             | "Army of Love" (Cherry Cherry Boom Boom Edit)         | 3:14    |  |
| 4.                                             | "Army of Love" (WAWA Extended Mix)                    | 6:17    |  |
| 5.                                             | "Army of Love" (Cherry Cherry Boom Boom Extended Mix) | 4:39    |  |
| 6.                                             | "Army of Love" (DJ Lynnwood Club Mix)                 | 7:07    |  |
| 7.                                             | "Army of Love" (WAWA Dub)                             | 6:17    |  |
| 8.                                             | "Army of Love" (DJ Lynnwood Dub)                      | 6:09    |  |

## Histórico de lançamento
| País           | Data                   | Formato          | Gravadora       |
| -------------- | ---------------------- | ---------------- | --------------- |
| Mundo          | 17 de dezembro de 2010 | Download digital | Island Records  |
| Estados Unidos | 12 de abril de 2011    | Download digital | Island Records  |
| Brasil         | 13 de junho de 2011    | Download digital | Universal Music |